# Szinópéi Diogenész
Szinópéi Diogenész, gyakorta csak Diogenész (görög betűkkel Διογένης, latinul Diogenes), (Szinópé, i. e. 412 vagy i. e. 404 – Korinthosz, i. e. 323) görög filozófus. Platón „őrjöngő Szókratésznak” nevezte.

## Élete és jelleme

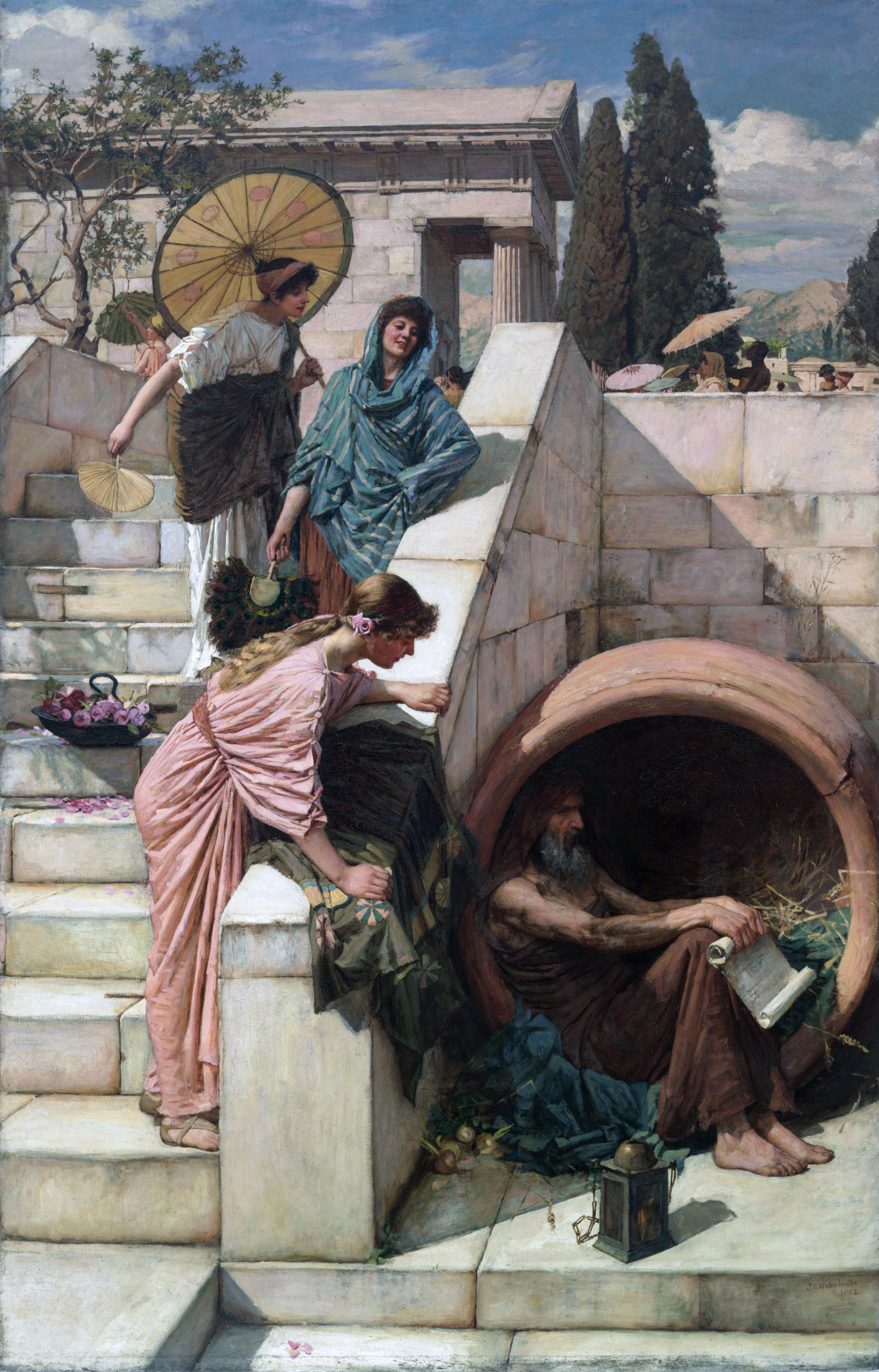
John William Waterhouse: Szinópéi Diogenész a hordóban (1882)

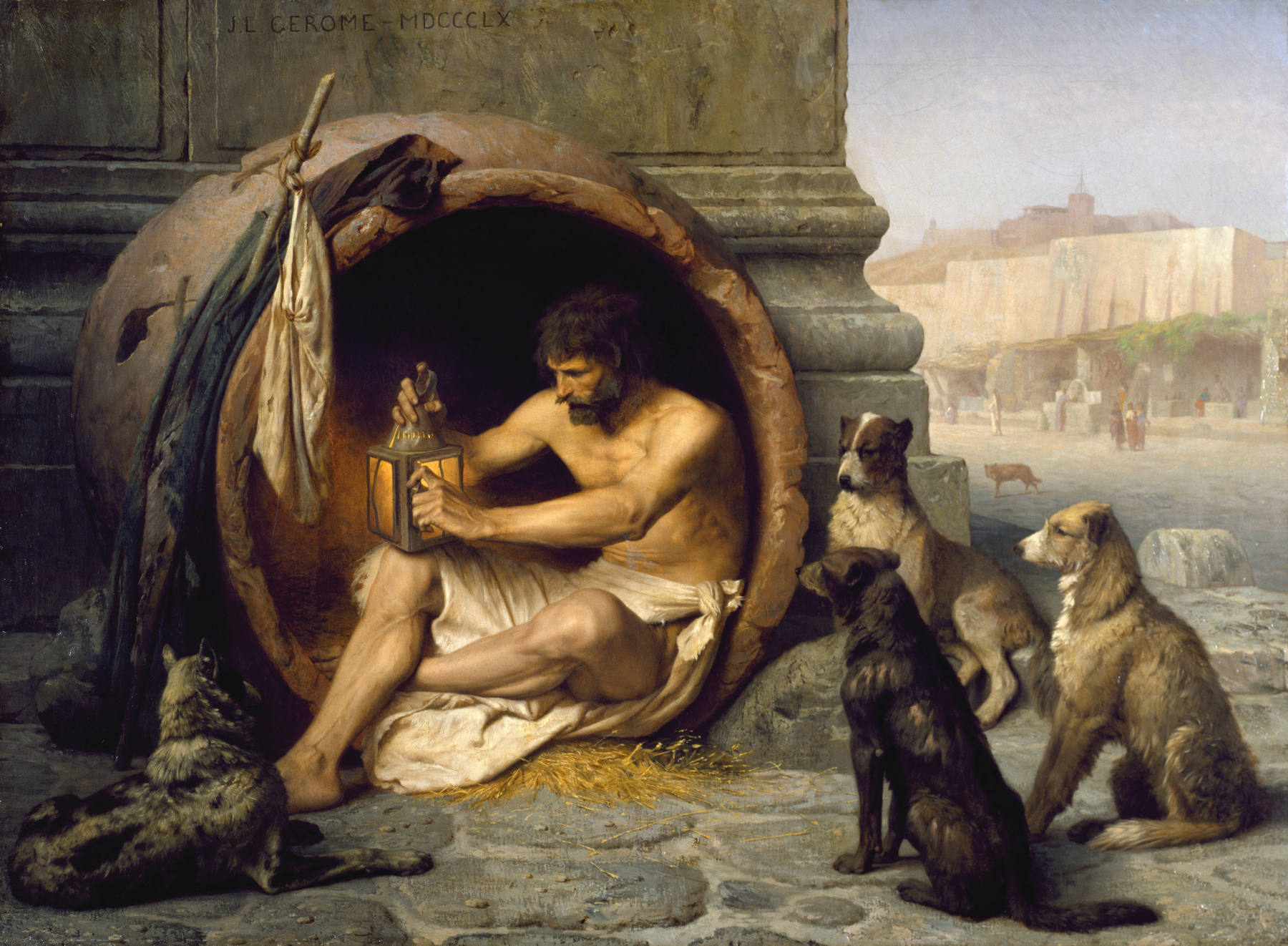
Gérôme festménye Diogenészről

Diogenész a mai Törökországban található Szinópé nevű városban született. Apja neve Hikesziasz volt és pénzváltással foglalkozott. Kezdetekben Diogenész is apja mesterségét folytatta. Később Delphoi-ban, vagy saját városa déloszi jósdájában megkérdezte, hogy mihez kezdjen, hogy híres legyen. Később pénzhamisításon kapták, és menekülnie kellett a városból. Ezután Athénba ment, és Antiszthenész tanítványa lett. Kezdetben Antiszthenész nem akarta maga mellé fogadni Diogenészt, ugyanis senkit nem tűrt meg maga mellett. Diogenész azonban kitartónak bizonyult, s így amikor egyszer Antiszthenész egy bottal rácsapott, a következőt válaszolta neki: „Üss csak! Úgysem találsz fát, amely elég kemény ahhoz, hogy elverj magadtól, amíg úgy látom, van mondanivalód”. Ettől kezdve a tanítványa volt és száműzött lévén igen egyszerű életet élt.
Hordóban lakott a piac mellett, mezítláb járt télen is. Nyáron kitolta hordóját a napra, télen pedig szobrokat ölelgetett, hogy eddze testét.
A szinópéi Diogenész életéről Diogenész Laertiosz feljegyzéseiből tudunk. Diogenész Laertiosz legkevesebb három forrást használt fel a szinópéi Diogenész életrajzának megalkotásához, így három Diogenész-portré rajzolódik ki előttünk.
Az egyik portré egy goromba, különcködő Diogenészt ábrázol, aki állandóan az emberek megbotránkoztatásán mesterkedik: hordóban (πίθς) lakik, mindenkire van egy sértő szava, vendégségben levizeli a jelenlevőket, az agorán, mindenki szeme láttára önkielégítést végez.
A másik portré szerint Diogenész egy igen művelt „szellemi parazita”, akinek megjegyzései inkább élcelődőek, mint sértőek vagy megvetőek.
Végül a harmadik portré egy bölcs Diogenészt mutat, aki átlátja a világ dolgait, ha akarná, a világ legjobb apja, államférfija vagy gazdálkodója lehetne – ő azonban mindezt nem akarja. Ehhez a portréhoz egy történetet szokás csatolni: amikor Diogenészt kalózok rabolták el, majd a rabszolgának adták el egy Xeniadész nevű férfinak, ő egyetlen beszélgetéssel annyira meggyőzte gazdáját, hogy az rábízta egész gazdasága irányítását és a gyerekei neveltetését is. Diogenész már előre szólt, hogy az ember, aki megveszi őt, az egy gazdát fog vásárolni. Diogenész felvirágoztatta a gazdaságot, a gyerekekből pedig művelt, igazságos és erényes embereket nevelt. Állítólag az ő birtokukon öregedett és halt meg, és Xeniadész fiai temették el.
Körülbelül kilencvenéves korában halt meg Korinthoszban. Diogenész Laertiosz elmondása szerint halálának oka vagy öngyilkosság, vagy egy mérges polip elfogyasztása okozta mérgezés volt, vagy a kutyák tépték szét. Tanítványai temették el az Iszthmoszi Kapu közelébe. Emlékére márványoszlopot állítottak, a tetején egy kutyával.

## Anekdoták róla
Szinópéi Diogenész életéről és nemhétköznapi viselkedéséről számos, szellemes anekdota maradt fenn. Ezrekről Diogenész Laertiosz A filozófiában jeleskedők élete és nézetei című munkája VI. könyvének 2. fejezetében olvashatunk. Ilyen történet például az, hogy mikor megkérdezték tőle, hogy melyik város polgára, azt felelte, hogy „a kozmosz polgára vagyok”. Egy másik történet szerint mikor a fürdőből kijövet valaki megkérdezte, hogy sok ember van-e bent, azt felelte, hogy nem. De amikor azt kérdezte valaki, hogy tömeg van-e, azt felelte, hogy igen. Állítólag gyakran azt kiabálta, hogy az istenek jó és könnyű életet adtak az embereknek, de ez feledésbe merült az anyagi javak hajhászása közben.
Egy napon – meséli Métroklész a Történetekben – Diogenész betért ifjak lakomájára úgy, hogy fél arca le volt borotválva. Az ifjak megverték. Ezután felírta a nevüket egy táblára, és azt a nyakában hordozva járkált. Az ifjak köznevetség áldozatául estek.
Valaki így dicsekedett előtte: „Legyőztem a férfiakat a püthói játékokon.” Erre ő így felelt: „Férfiakat én győztem le, te csupán szolgákat.”

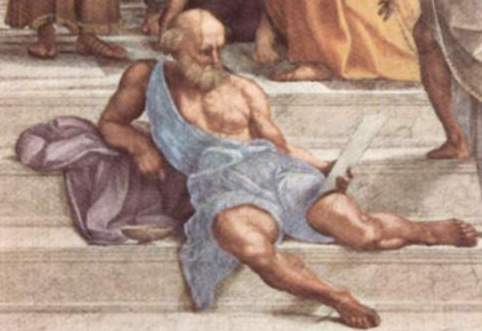
Raffaello: Az athéni iskola (részlet). Diogenész a lépcsőn hever

„Öreg vagy már – mondta neki valaki – lazíts hát!” „Na ne mondd! – felelte – Ha a stadionban futnék, akkor a célhoz közeledve lazítanom kellene? Nem éppen akkor kellene erőm megfeszítésével futnom?”
A nagy értékű dolgokat potom pénzért megveheted – mondta –, az értéktelent meg drágán. Egy szobrot háromezer drahmáért kapsz, egy mérő árpalisztet meg két rézgarasért.
Egy ember filozófiát akart tőle tanulni, ő meg kezébe nyomott egy heringet, és felszólította, hogy kövesse. Az egy idő után megunta, és eldobta a halat. Diogenész nevetve mondta: Barátságunk tönkrement egy heringen.
Megpillantott egyszer egy kisfiút, aki a tenyeréből ivott. Nyomban kidobta tarisznyájából az ivópoharát és tányérját, és ezt mondta: „Ez a kisfiú legyőzött engem egyszerűségben.”
Nagy Sándor különösen tisztelte őt, és amikor Kraneioszban sütkérezett a napon, Nagy Sándor ezt mondta neki: „Kérj tőlem, amit akarsz!” Erre ő: „Ne álld el előlem a Napot!” (más források szerint: „Ne vedd el azt, amit nem adhatsz.”). Egyszer valamikor Nagy Sándor így szólt: „Ha nem Nagy Sándor volnék, Diogenész szeretnék lenni.”
Fényes nappal lámpást gyújtva mászkált az utcán, és ezt ordítozta: „Embert keresek!” – Ebből is látszik, hogy az embereket a pénzhajhászásuk miatt nem vette emberszámba. Máskor elüvöltötte magát: „Hé, emberek!” Amikor odagyűltek köréje, akkor szétcsapott köztük bottal, hogy az embereket hívta.
Gyakran hangosan kifakadt, hogy az istenek egyszerű életet adtak az embereknek, ám ezt nem veszik észre az édességekre és illatszerekre való vágyakozásukban.
Valaki sikeresnek nevezte Kalliszthenészt amiatt, hogy részesül Nagy Sándor sikereiben. Erre ő: „Inkább szerencsétlen, hiszen akkor reggelizik és ebédel, amikor Nagy Sándor jónak látja.”
Amikor korholták, hogy tisztátalan helyekre járkál, ezt felelte: „A Nap is besüt a pöcegödrökbe, mégse lesz piszkos.”

## Filozófiája
Diogenész állítása szerint csak az erényes élettel érhetjük el a boldogságot. Az erényes élet pedig csak úgy lehetséges, ha megszabadulunk minden fölösleges anyagi javunktól, és csak a legalapvetőbb dolgainkat tartjuk meg. Az anyagi javaktól való függetlenségre azért van szükség, hogy az ember felismerje, hogy csak egyetlen dolog van az ő saját birtokában: a lelke.